# Copelatus proximus
Copelatus proximus är en skalbaggsart som beskrevs av Sharp 1882. Copelatus proximus ingår i släktet Copelatus och familjen dykare. Inga underarter finns listade i Catalogue of Life.